# Чупрына, Иван Арсентьевич
Иван Арсентьевич Чупрына (1923—1987) — советский передовик производства, чабан совхоза «Щорский» Днепропетровской области Украинской ССР, Герой Социалистического Труда (1966).

## Биография
Родился 17 декабря 1923 года на территории Днепропетровской области Украинской ССР.
С 1938 года после прохождения обучения в сельской школе начал свою трудовую деятельность в местном колхозе Днепропетровской области Украинской ССР. 
С 1941 года в начальный период Великой Отечественной войны, призван в ряды Рабоче-Крестьянской Красной армии и направлен в действующую армию на фронт. Участник Великой Отечественной войны в составе 64-й механизированной бригады —  красноармеец, пулемётчик зенитно-пулемётной роты. Воевал на 2-м Украинском и Сталинградском фронтах, в боях получил ранение. За участие в войне был награждён орденом Отечественной войны 2-й степени  и Медалью «За отвагу».
С 1945 года после увольнения из рядов Советской армии начал работать в должности — старшего чабана конного завода при совхозе «Щорский» Днепропетровской области Украинской ССР, был рекордсменом по постригу овечьей шерсти для государственных нужд, как один из лучших в районе был удостоен почётного звания — «Мастер овцеводства».  
22 марта 1966 года  Указом Президиума Верховного Совета СССР «за достигнутые успехи в развитии животноводства, увеличении производства мяса, молока, яиц, шерсти и другой продукции»  Иван Арсентьевич Чупрына был удостоен звания Героя Социалистического Труда с вручением Ордена Ленина и золотой медали «Серп и Молот».
И. А. Чупрына был постоянным участником Всесоюзной выставки достижений народного хозяйства (ВДНХ СССР), за свои достижения награждался медалями ВДНХ различной степени достоинства. 8 апреля 1971 года  Указом Президиума Верховного Совета СССР «за высокие трудовые достижения и перевыполнение плана»  Иван Арсентьевич Чупрына был награждён Орденом Октябрьской Революции.
6 сентября 1973 года  Указом Президиума Верховного Совета СССР «за выдающиеся достижения в труде»  Иван Арсентьевич Чупрына был награждён вторым Орденом Ленина.
24 декабря 1976 года  Указом Президиума Верховного Совета СССР «за высокие трудовые достижения и перевыполнение плана»  Иван Арсентьевич Чупрына был награждён Орденом Трудового Красного Знамени.
Помимо основной деятельности И. А. Чупрына занимался и общественно-политической работой: в 1966 году избирался делегатом XXIII съезда КПСС.
После выхода на заслуженный отдых жил в посёлке Гранитное Затишненского сельсовета Криничанского района Днепропетровской области. 
Скончался 21 апреля 1987 года.

## Награды
- Медаль «Серп и Молот» (22.03.1966)
- Орден Ленина (22.03.1966; 06.09.1973)
- Орден Октябрьской революции (08.04.1971)
- Орден Отечественной войны 2-й степени (11.03.1985)
- Орден Трудового Красного Знамени (24.12.1976)
- Медаль «За отвагу» (25.05.1945)
- Медали ВДНХ